# Birgitta Ney
Birgitta Ney, född 8 juli 1947 i Stockholm, är fil.dr i litteraturvetenskap och docent i genusvetenskap vid Stockholms universitet.

## Biografi
Ney studerade vid Journalisthögskolan i Stockholm 1978–1980 och därefter litteraturvetenskap vid Stockholms universitet, fram till disputationen 1993 med avhandlingen Bortom berättelserna som behandlar Stella Kleve/Mathilda Mallings författarskap i början av det moderna genombrottet. Under åren som doktorand deltog hon i ett projekt där kvinnoforskare från samtliga nordiska länder samarbetade och skrev Nordisk kvinnolitteraturhistoria i fem band (1993-2000) som sedan 2012 finns tillgängligt på nätet via Kvinnsam – nationellt bibliotek för genusforskning. Ney medverkar i band 2, Fadershuset, med texten ”På gränsen till det förbjudna. Om Stella Kleve”.
Utöver doktorsavhandlingen 1993 har Ney publicerat böcker om journalistik och kvinnliga journalister, samt medverkat i ett flertal kollektiva verk inom kvinnohistorisk forskning, som Svenskt kvinnobiografiskt lexikon (SKBL.se) vilket sedan 2018 finns tillgängligt på nätet.
Under 1970-talet arbetade Ney som ombudsman i dåvarande HTF, därefter som journalist in på 1990-talet, och senare vid Stockholms universitet och Södertörns högskola med undervisning i journalistik och kvinnoforskning.
Under perioden 2005–2009 var hon föreståndare för Stiftelsen Institutet för mediestudier (SIMO) och redaktör för SIMO:s skriftserie. Efter pensionen var hon redaktör för Presshistorisk årsbok fram till 2017.